# دولوريس دونلون
دولوريس دونلون (بالإنجليزية: Dolores Donlon)‏ هي بلاي ميت وممثلة أمريكية، ولدت في 19 سبتمبر 1920 في فيلادلفيا في الولايات المتحدة، وتوفيت بنفس المكان في 12 نوفمبر 2012.

## وصلات خارجية
- دولوريس دونلون على موقع IMDb (الإنجليزية)
- دولوريس دونلون على موقع قاعدة بيانات الفيلم (الإنجليزية)